# Andrea Bianco

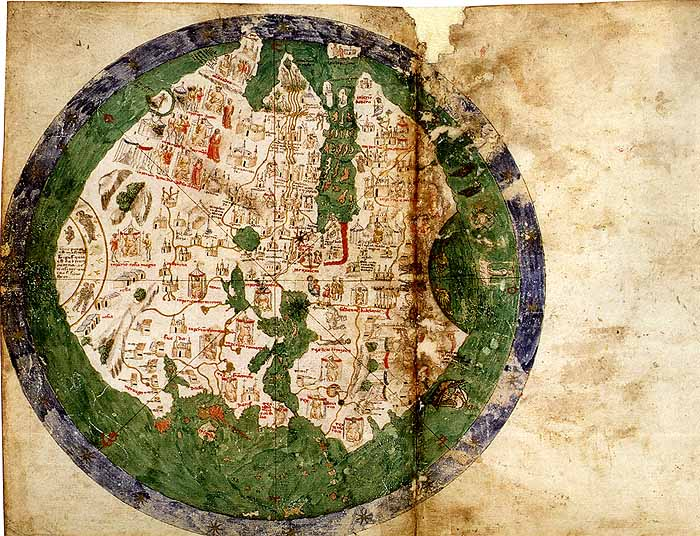
Wereldkaart uit de atlas van 1436 (negende blad)

Andrea Bianco was een 15e-eeuwse zeevaarder en cartograaf uit Venetië. Archivalische bronnen over hem bestrijken de periode tussen 1417 en 1459. 
Het eerste bewaarde document over Bianco is zijn testament uit 1417. Als zeeman bevoer hij op Venetiaanse galeien de Middellandse Zee, de Zwarte Zee, de Atlantische kusten en de Noordzee. Deze wateren werden afgebeeld in de atlas op vellum die hij in 1436 maakte, bewaard in de Biblioteca Marciana (ms. It. Z 76). Voorts was hij in 1448 de auteur van een tweedelige portolaankaart, bewaard in de Biblioteca Ambrosiana (ms. F. 260 inf.). Als plaats van creatie gaf hij Londen op en hij noemde zich comito di galia. Op andere documenten is hij vermeld als admiraal, wat vlootcommandant dan wel tweede in bevel kan zijn geweest, naargelang de periode. Daarna keerde Bianco terug naar Venetië en werkte hij mee aan kaarten van Fra Mauro.
De atlas van Bianco uit 1436 stond in de traditie van Ptolemaios en van de middeleeuwse mappamundi, terwijl hij ook observaties van zeevaarders probeerde te integreren. Deze drie invloeden stonden naast elkaar zonder dat het conflict ertussen werd opgelost. Hij beeldde het pas ontdekte archipel Kaapverdië af, maar ook imaginaire eilanden.